# Trachyliopus fulvosparsus
Trachyliopus fulvosparsus là một loài bọ cánh cứng trong họ Cerambycidae.